# Серна, Диллон
Диллон Пол Серна (англ. Dillon Paul Serna; 25 марта 1994, Брайтон, Колорадо, США) — американский футболист, полузащитник клуба «Колорадо-Спрингс Суитчбакс».

## Клубная карьера
Серна — воспитанник клуба «Колорадо Рэпидз».
В 2012 году Серна поступил в Акронский университет и начал играть за университетскую футбольную команду в Национальной ассоциации студенческого спорта.
Оставив университет после первого года обучения, 18 января 2013 года Серна подписал с «Колорадо Рэпидз» контракт по правилу доморощенного игрока. 27 октября 2013 года в матче против канадского «Ванкувер Уайткэпс» он дебютировал в MLS, заменив во втором тайме Дешорна Брауна. 26 апреля 2014 года в поединке против «Сиэтл Саундерс» Диллон забил свой первый гол за «Рэпидз». По окончании сезона 2019 контракт Серны с «Колорадо Рэпидз» истёк.
В начале 2020 года Серна проходил просмотр в «Сиэтл Саундерс», сыграл в контрольном матче с уругвайским «Пеньяролем».
28 февраля 2020 года Серна подписал контракт с клубом Чемпионшипа ЮСЛ «Спортинг Канзас-Сити II». За «Спортинг II» он дебютировал 18 июля в матче против «Инди Илевен». По окончании сезона 2020 контракт Серны со «Спортингом КС II» истёк.
28 января 2021 года Серна подписал контракт с клубом Чемпионшипа ЮСЛ «Колорадо-Спрингс Суитчбакс». Пропустив часть сезона 2021 из-за травмы голени, за «Суитчбакс» он дебютировал 18 сентября в матче против «Рио-Гранде Валли Торос».

## Международная карьера
В 2011 году в составе юношеской сборной США Серна стал победителем юношеского чемпионата КОНКАКАФ в Ямайке. На турнире он сыграл в матчах против команд Кубы и Канады. В том же году Диллон попал в заявку на участии в юношеском чемпионате мира в Мексике. На турнире он был запасным и на поле так и не вышел.
В 2013 году Серна принял участие в молодёжном чемпионате КОНКАКАФ, где помог команде США добраться до финала. На турнире он сыграл в матчах против команд Канады, Кубы и Мексики.

## Достижения
США (до 17)
- Юношеский чемпионат КОНКАКАФ — 2011

США (до 20)
- Чемпионат КОНКАКАФ среди молодёжных команд — 2013